# Es, es, es und es, es ist ein harter Schluss

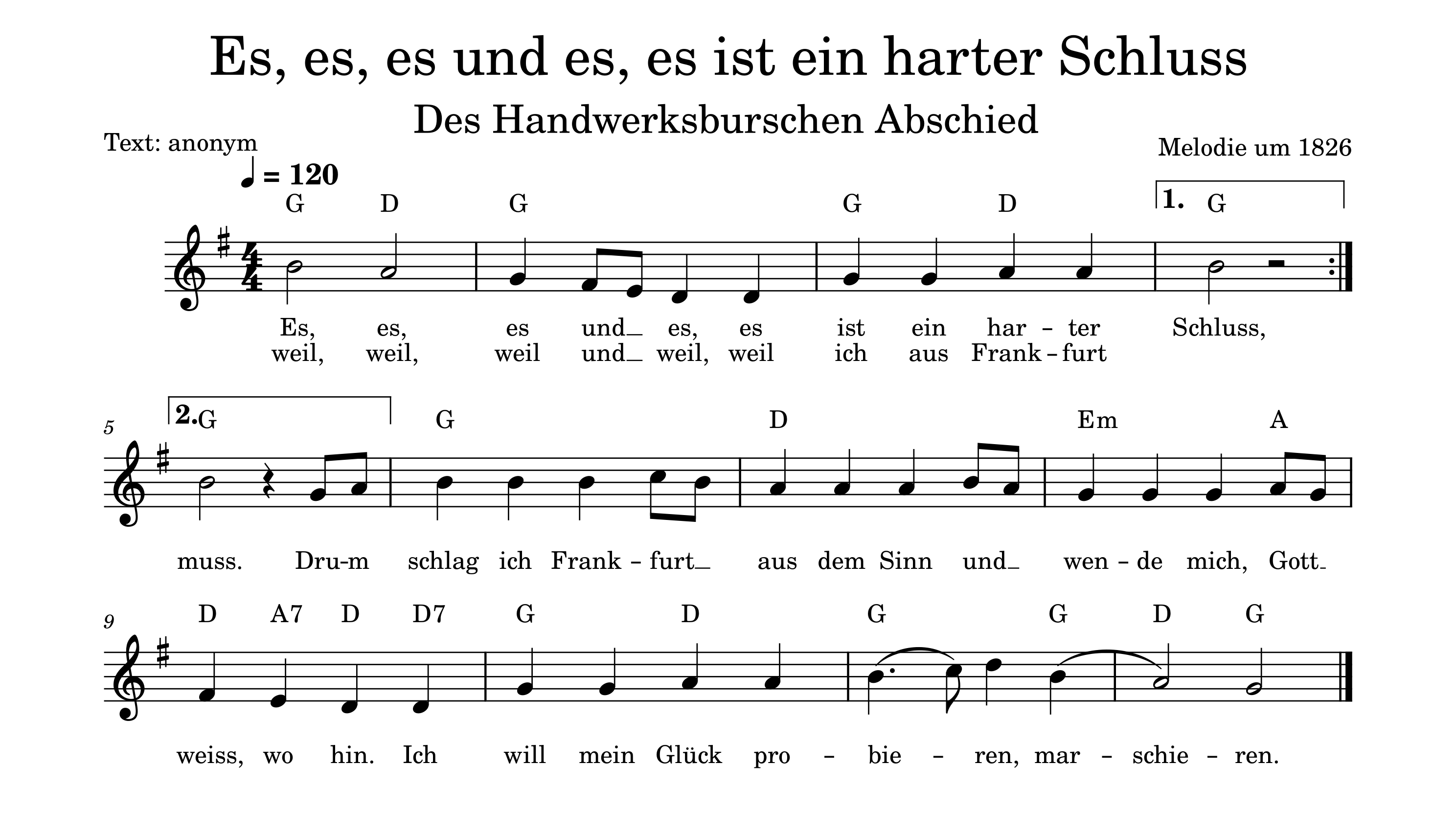
rahmenlos rahmenlos Notenblatt und Wiedergabe exakt nach dem Notenblatt (eine Strophe, Tempo 120 MM, Klavier und Gitarre) sowie Wiedergabe einer künstlerischen Bearbeitung (drei Strophen, Tempo 150 MM, Oboe, Englischhorn, Fiddle und Gitarre), beide Versionen in der Tonart G-Dur

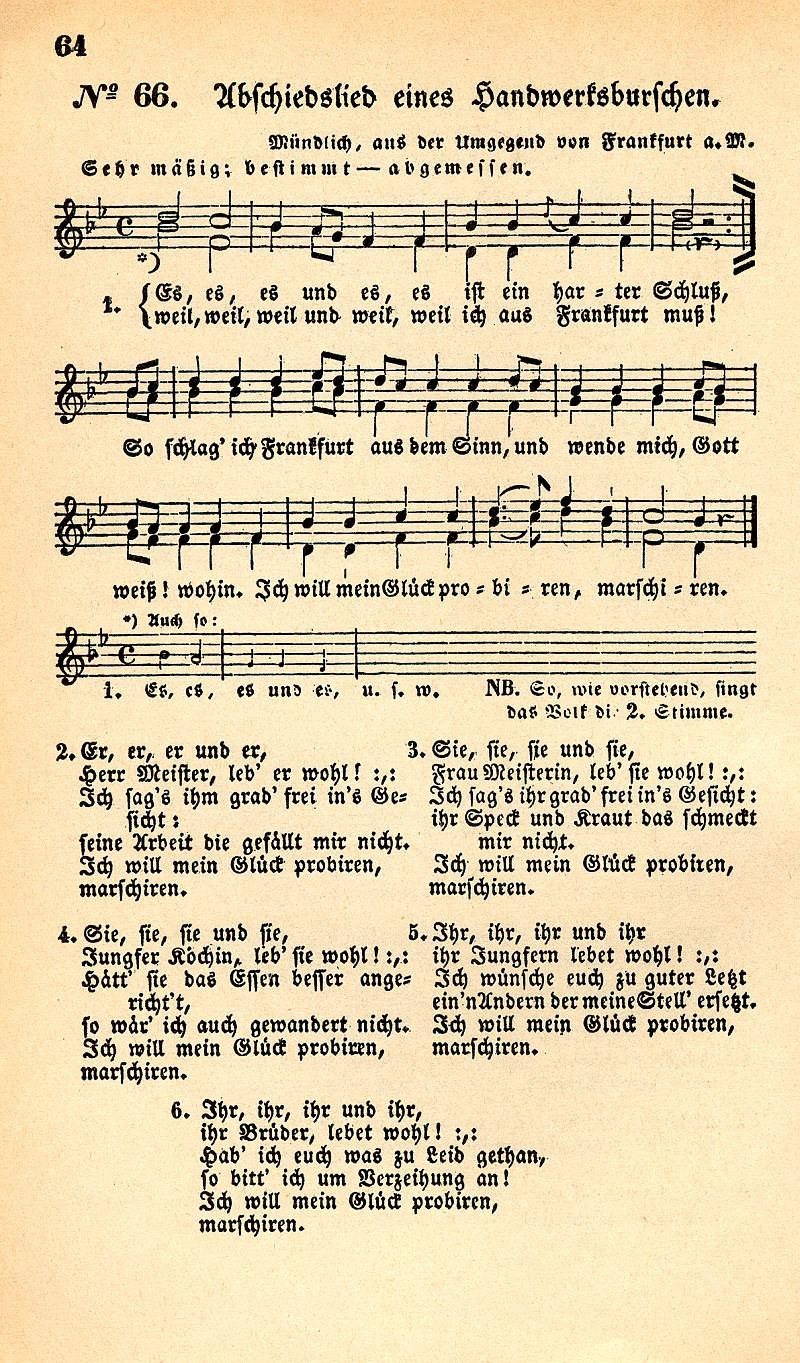
Es, es, es und es
bei Ludwig Erk, 1838

Es, es, es und es ist eines der bekanntesten Handwerksgesellenlieder, das im 19. Jahrhundert von den Wanderburschen gesungen wurde. Heute wird es vorwiegend in Folk- und Wanderkreisen und von Mitgliedern der wenigen noch existierenden Schächte (Vereinigungen von Bauhandwerkern), vereinzelt auch in Schulen und von Chören, gesungen.

## Herkunft
Spuren des Liedes lassen sich bis zur Mitte des 18. Jahrhunderts zurückverfolgen. Das früheste bekannte Zeugnis für das Incipit „Ach ach ach all zu strenger [Schluß]“ ist das 1753 begonnene Notizbüchlein des Johann Jacob Hebel, des Vaters von Johann Peter Hebel, das die Anfänge von rund dreihundert Volksliedern auflistet. Vollständige Textfassungen – so die Forschungen des Deutschen Volksliedarchivs, Freiburg – tauchen erstmals anonym auf Flugblättern um die Wende des 19. Jahrhunderts auf. Gemäß einer Vielzahl von Liederbüchern wird die Erstveröffentlichung der Melodie mit 1826 oder 1838 angegeben. Nachweisbar ist der Erstdruck mit den noch heute bekannten 6 Strophen 1838 in: Erk/Irmer; Die deutschen Volkslieder mit ihren Singweisen.

## Liedtext
Der folgende Originaltext – beziffert mit 1.a etc. – (die damalige Schreibweise wurde beibehalten) stammt aus dem Deutschen Liederhort von Erk-Böhme. Die mit b bzw. c gekennzeichneten Texte sind verschiedenen Liedersammlungen entnommen,
| 1.a Es, es, es und es, es ist ein harter Schluß weil, weil, weil und weil, weil ich aus Frankfurt muß! Drum schlag ich Frankfurt aus dem Sinn und wende mich, Gott weiß, wohin. Ich will mein Glück probieren, Marschieren. | 1.b Raus, raus, raus und raus. Aus Breslau muß ich ’raus. Raus, raus, raus und raus. Aus Breslau muß ich ’raus. Ich schlag’ mir Breslau aus dem Sinn Und reise dann nach Hamburg hin. Mein Glück muß ich probieren, Marschieren. | 1.c Es, es, es und es es ist ein harter Schluß weil, weil, weil und weil, weil ich aus Frankfurt muß. Ich war schon lang in dieser Stadt Und hab das Nest zum Kotzen satt. Ich will mein Glück probieren, Marschieren. |  |
| 2.a Er, er, er und er, Herr Meister, leb er wohl! :\| Ich sags ihm grad frei ins Gesicht, Seine Arbeit die gefällt mir nicht. Ich will mein Glück probieren, Marschieren.                                                   | 2.b Sie, sie, sie und sie, Herr Meister leben sie wohl! :\| Ich wünsche Ihnen noch zu guter Letzt Einen andern, der meine Stell’ ersetzt. Mein Glück muß ich probieren Marschieren.                                              | 2.c Er, er, er, und er, Herr Meister, leb er wohl! :\| Hab ich meine Arbeit nicht gut gemacht, Ein Schafskopf, der sie schlechter macht. Ich will mein Glück probieren, Marschieren.                                   |  |
| 3.a Sie, sie, sie und sie, Frau Meisterin, leb sie wohl! Ich sag ihr grad frei ins Gesicht, Ihr Speck und Kraut das schmeckt mir nicht. Ich will mein Glück probieren, Marschieren.                                         | 3.b Sie, sie, sie und sie, Frau Meisterin, leben sie wohl! Das Essen war so angericht’, Manchmal fraßen es die Schweine nicht. Ich will mein Glück probieren, Marschieren.                                                       | |  |
| 4.a Sie, sie, sie und sie, Jungfer Köchin, leb sie wohl! Hätt sie das Essen gut angericht’, Wärs besser gewesen, schaden könnts auch nicht. Ich will mein Glück probieren, Marschieren.                                     | | |  |
| 5.a Er, er, er und er, Herr Vater*, leb er wohl! Hätt er die Kreide nicht doppelt geschrieb’n**, So wär ich noch länger dageblieb’n. Ich will mein Glück probieren, Marschieren.                                            | | |  |
| 6.a Ihr, ihr, ihr und ihr, Ihr Jungfern*** lebet wohl! Ich wünsche euch zu guter Letzt Ein Andern, der meine Stell ersetzt. Ich will mein Glück probieren, Marschieren.                                                     | 6.b Ihr, ihr, ihr und ihr, Ihr Mädchen, lebet wohl :\| Ihr habt mir manche Lust gemacht, Und mich um vieles gebracht. Mein Glück will ich probieren, Marschieren.                                                                | |  |
| 7.a Ihr, ihr, ihr und ihr, Ihr Brüder,**** lebet wohl! Hab ich euch was zu Leid gethan, So bitt ich um Verzeihung an. Ich will mein Glück probieren, Marschieren.                                                           | 7.b Ihr, ihr, ihr und ihr, Ihr Brüder, lebet wohl! :\| Ich werde von euch weggerafft Zu einer andern Brüderschaft Mein Glück will ich probieren, Marschieren.                                                                    | 7.c Der, der, der und der, der Abschied fällt mir schwer. :\| Doch fällt mir dies zum Troste ein Ich kann nicht allzeit bei euch sein. Das Glück, das muß man führen. – Probieren.                                     |  |

* Herbergsvater, Wirt; ** doppelt in Rechnung gestellt; *** Bezeichnung für junge, unverheiratete Frauen, ****Arbeitskollegen.

## Zum Lied
Während die ältere Fassung „Ach, ach, ach und ach, ach wie ein harter Schluss / wenn, wenn, wenn, wenn man von Breslau muss, / so schlag ich Breslau aus dem Sinn, / und wende mich nach Leipzig hin, / soll das in meinem Herzen / nicht schmerzen?“ ein Abschiedslied ist, zeigt das Lied (hier werden ausschließlich die Strophen 1a bis 7a kommentiert) mit seiner Kritik an der Behandlung des Wandergesellen „eine oppositionelle Form“ an.
Es ist die Zeit, in der viele Zunftordnungen vorschrieben, dass frischgebackene Handwerksgesellen zwei bis vier Jahre (häufig drei Jahre und einen Tag) auf Wanderschaft, „auf die Walz“ gehen mussten, um sich neue Arbeitsstätten zu suchen. Der Meister, bei dem sie ihre Lehre gemacht hatten, konnte sie nicht ohne weiteres übernehmen, da seine Zunft ihm vorschrieb, wie viel Gesellen er beschäftigen durfte. Aber auch nach diesen Wanderjahren wurden die Gesellen nicht immer oder nicht gleich zur Meisterprüfung zugelassen. Die Zünfte in den Städten und Gemeinden achteten darauf, dass die Anzahl der Meister pro Handwerk beschränkt blieb. Manchmal musste erst „eine Stelle freiwerden“; dann heiratete ein Geselle die Witwe des verstorbenen Meisters oder die Tochter des sich zur Ruhe gesetzten Meisters.
Bei den Meistern, bei denen die Wanderburschen um Arbeit nachfragten, waren die voll ausgebildeten Gesellen willkommen. Sie konnten selbständig arbeiten und erhielten meistens einen geringeren Lohn als ein Meister (vgl. die Variante der Gruppe Zupfgeigenhansel „seine Arbeit und sein Lohn gefall’n mir nicht“. Auf diese Weise wurden die Wandergesellen von ihren Meistern ausgenutzt und oft noch auf andere Weise („Ihr Speck und Kraut, das schmeckt mir nicht“, s. 3. Strophe, deftiger 3.a) schlecht behandelt. Offen bleibt, ob das „Lebewohl“, das er dem Meister und Frau Meisterin wünscht, ironisch gemeint ist oder nur als Abschiedsformel benutzt wird. Doch der Sänger weiß zu differenzieren: Er erinnert sich gern der Jungfern, wünscht ihnen ohne Häme Lebewohl, bittet gar seine Brüder (Kollegen), falls er ihnen „was zu Leid getan“ (im Raufhändel oder durch – frankforterisch – Bees Wotte = Böse Worte), um Verzeihung. Insgesamt aber überwiegt seine Kritik an den Widrigkeiten. Daher wundert es nicht, dass der Wanderbursche im Grunde genommen froh ist, von seiner Arbeitsstätte zu scheiden; zwar weiß er nicht, was ihn beim nächsten Meister erwartet, aber er ist zuversichtlich, er „will sein Glück probieren, marschieren“.

## Rezeption
Es, es, es, und es, es ist ein harter Schluss ist in zahlreichen Liederbüchern und auf einigen Tonträgern erschienen (einschließlich Partituren). Sicherlich kann man die Popularität eines Liedes nicht allein an der Anzahl der Veröffentlichungen oder der Verbreitung von Liederbüchern und Tonträgern festmachen, aber sie können doch gewisse Aufschlüsse über seine Rezeption geben, wenngleich damit keine Aussage über die Häufigkeit des Singens oder Anhörens getroffen werden kann. Ein anderer Indikator für die Beliebtheit eines Liedes, besonders bei eingängiger Melodie, zeigt sich in Umdichtungen und Parodien.
Bereits 1845 hat Hoffmann von Fallersleben in seinen Texanischen Liedern ein Auswandererlied gedichtet, dessen erster Vers wie folgt lautet: Raus, raus, raus und raus, / aus Deutschland muß ich raus: / Ich schlag mir Deutschland aus dem Sinn / Und wand’re jetzt nach Texas hin. / Ich will mein Glück probieren, marschieren. Und 1848 folgte Adolf Glaßbrenner mit der Parodie Ach, ach, ach und ach, / Wie schön’s doch früher war / Vor, vor, vor und vor / Vor drei-, vierhundert Jahr! / Da räuberte mein Ahn’ umher / Als ob das Beste seines wär; / Jetzt wird man gleich gefangen. Gehangen!

### Bis 1900
Die Handwerksgesellen, die den Zunftordnungen unterlagen, waren verpflichtet, einige Jahre von Meister zu Meister zu wandern. Die Umstände, die im Lied kritisiert werden, waren demnach vielen Wanderburschen bekannt. Daher ist davon auszugehen, dass das Lied bereits vor dem Erstdruck der Melodie 1838 gesungen wurde. Die Varianten „… dass ich aus Frankfurt / … Berlin / … Breslau / … Hamburg / … Hannover / … Nürnberg / … Stuttgart muss“ deuten ebenso darauf hin, dass das Lied in ganz Deutschland bekannt war und gesungen wurde wie auch die Veröffentlichungen in zahlreichen Volksliederbüchern, z. B. in den 1842 von Hoffmann von Fallersleben herausgegebenen Schlesischen Volksliedern oder in Des Knaben Liederschatz, der 1887 in der achten Auflage erschienen ist. Hinzu kam 1847 das von Adolf Eduard Marschner herausgegebene, weit verbreitete Büchlein Alte und neue Volkslieder mit Zeichnungen von Ludwig Richter. Und obwohl das Lied in Kreisen der Wandergesellen weiterhin auch mündlich überliefert wurde, gab 1859 der Handwerker-Verein zu Potsdam ein eigenes Liederbuch für die Fahrenden heraus.
Das Lied war nicht nur bei den Studenten populär – das in ganz Deutschland verbreitete Schauenburgs allgemeines Commersbuch (1888) und Vivat Academia (dritte Auflage 1889) nahmen das Lied in ihren Kanon auf-, sondern auch in bürgerlichen Kreisen, wie z. B.  Loreley – Liederbuch für gemütliche Kreise (1897) und der bekannte Deutsche Liederhort zeigen.

### 1900 bis 1933
In der Jugendbewegung erlebte das Lied seinen Rezeptionshöhepunkt; allein bis 1914 nahmen zahlreiche Liederbücher das Lied in ihre Sammlungen auf. Von den Wandervögeln, z. B. Wandervogel-Liederbuch (1911) bis zu den Studenten (das Allgemeine Deutsche Kommersbuch, das auch in bündischen Kreisen populär war, erschien 1914 in der 101 bis 110. Auflage), von Arbeiter-Turnern (Frei Heil – Liederbuch des Turnvereins Fichte, 3. Auflage 1908), und den fahrenden Gesellen (Der Gesellenfreund, 1913) bis hin zu (freien) Wanderern (Jungbrunnen – Deutsche Wanderlieder, 1900) und den Handwerksgesellen (Fahrender Gesellen Liederborn, 1910) wurde das Lied gesungen.
Auch über das Liederbuch Zupfgeigenhansl, 1911 erweitert und bereits 1927 in 150. Auflage mit insgesamt 826.000 Exemplaren erschienen, „verbreitete sich das Lied wie ein Lauffeuer über Deutschland“.
Bis 1933 setzte sich die Blütezeit mit einer beachtlichen Anzahl weiterer Liedersammlungen fort; hinzugekommen war die Aufnahme in Schulbücher (Deutsches Liederbuch – Leipziger Schulliederbuch für einfache und gehobene Schulverhältnisse, 1915; Liederbuch für die höheren Mädchenschulen, 1920), und in Liederbücher konfessioneller Gemeinschaften (Jugend-Liederschatz der katholischen Jünglingsvereine, 1918; Nun singet und sei froh – Bibelkreis Liederbuch, 1920). Auch in deutschnationalen, (Deutsch-nationales Liederbuch, 1921) patriotischen und soldatischer Gruppierungen (O, Deutschland, hoch in Ehren – Die beliebtesten Soldatenlieder, 2. Auflage 1915) wurde es gesungen sowie weiterhin von den nach wie vor wandernden Gesellen.
Wie im Zupfgeigenhansl wurden in die Liederbücher meistens die Strophen 1, 2, 3, 5 und 7 aufgenommen, manchmal – jedoch nicht in den Schulliederbüchern und den konfessionell orientierten Liedersammlungen – auch zusätzlich Strophe 6.a mit den „Jungfern“. Die 4. Strophe, die das Essen der „Jungfer Köchin“ besingt, fehlte regelmäßig.

### 1933 bis 1945
Nach 1933 setzte sich die Blütezeit des Liedes fort. Das scheinbar unpolitische Lied, das Missstände des vorigen Jahrhunderts beschreibt, eine eingängige Melodie aufweist, nach der sich flott marschieren lässt, wurde von den Nationalsozialisten gern in ihr Repertoire aufgenommen. Gleich zu Beginn des NS-Regimes fand das Lied seine Aufnahme in NS-Liedersammlungen, so z. B. in die Liederbücher für die Hitlerjugend Uns geht die Sonne nicht unter (1934), in die Liederblätter der HJ – Sonderausgabe für die Jungmädel und in die des Arbeitsdienstes (Die Fahne hoch, 1934) sowie in die zweite Auflage von Singend wollen wir marschieren.
Ab 1935 wurde das Lied in zahlreiche vom NS-Lehrerbund herausgegebene Schulbücher und Liederbücher für die Schule aufgenommen; dagegen ist es im Vergleich zu anderen Volks- und Wanderliedern in Liedersammlungen der Wehrmacht nicht zu finden.
Bis 1937 konnten noch einige nicht von NS-Verlagen herausgegebene Liederbücher erscheinen, so vor allem der Zupfgeigenhansl (bis 1936 Auflage über 1 Million), Der Musikant (Hrsg.: Fritz Jöde) und der bündisch orientierte Sankt Georg (2. Auflage 1935).

### Ab 1945
Bereits gegen Ende des Zweiten Weltkriegs tauchte das Lied im Liederbuch für die deutschen Flüchtlinge in Dänemark und in Das kleine Kanonbuch (Kriegsgefangenhilfe des Weltbundes des Christlichen Vereins Junger Männer in England, o. Jg.) auf. In der BRD wurde es in zahlreiche Gebrauchs-, Schul- und Chorliederbücher aufgenommen, z. B. Wo wir uns finden – 27 alte Volkslieder (1946), Musik für die Schule (1947), Singende klingende Welt (o. Jg., etwa 1950) wie auch in einige Liederbücher in der DDR, z. B. 50 Kinder- und Volkslieder (Schwerin, Leipzig 1950) oder Mein Liederbuch – Deutsche Volkslieder aus 4 Jahrhunderten (Leipzig 1966).
In den 1960er und 1970er Jahren – es ist die Zeit des Folkrevivals – erreichte das Lied, obwohl es in der Mundorgel, dem Liederbuch mit der höchsten Auflage nach dem Zweiten Weltkrieg, nicht vertreten ist, eine Popularität wie in Zeiten der Jugend- und Singebewegung. Kaum eine durch die Jugendbewegung geprägte oder konfessionsorientierte Gruppe, die das Lied nicht in ihr Repertoire aufnahm. In Kreisen der Studentenverbindungen, der Sportjugend, der sozialistischen Jugend ist es ebenso beliebt wie bei der Malteser- und der Reformjugend.
Ab 1975 nimmt die Popularität ab; auch in den Schulen wird es selten gesungen. Immerhin erscheint das Lied noch 1975 in einer der schönsten von Tomi Ungerer illustrierte Liedersammlung Das große deutsche Liederbuch – 204 deutsche Volkslieder und Kinderlieder (Zürich 1975) und 1980 in der 2. Auflage des weit verbreiteten Liederkarren. Auch die wieder bzw. neu gegründeten Schächte greifen das Lied auf, so z. B. in: Die 30 bekanntesten Lieder für Leute vom Bau, die gesungen werden bei Richtfeiern (1980). Noch 2013 ist es im Wandervogel – Liederbuch vertreten und in der Sammlung Freier Begegnungsschacht.
Im Vergleich zu anderen Volksliedern, z. B. Im Frühtau zu Berge, Ade zur guten Nacht, Der Mai ist gekommen oder Winter ade ist Es, es, es und es, es ist ein harter Schluss nur auf wenigen Tonträgern vertreten. Dennoch hat Heino mit seinen Langspielplatten bzw. Kompaktkassetten Sing mit Heino, Folge 13 und 14 – Lieder von alten deutschen Städten, Süd (1973 und 1979 als weitverbreitete HörZu-Ausgaben) wie auch mit seiner CD Sing mit Heino, Nr. 4 (2003) dazu beigetragen, dass das Lied einen Teil seiner Popularität behielt. In Folkkreisen wurde das Lied erneut Mitte der 1980er Jahre wiederentdeckt: Die Gruppe Zupfgeigenhansel spielte es auf Folkfestivals und auf ihren Konzerttourneen und nahm es auf ihre LPs Volkslieder 1 (1976) und Volkslieder aus drei Jahrhunderten (1978) auf. Es folgten die Aufnahmen von EMI und CBS mit diversen Chören Die schönsten deutschen Volkslieder und Unser schönes Deutschland (1980 bzw. 1985) und Jochen Wiegandt mit der Gruppe Lilienthal, Haltet stets zusammen. Das Deutsche Musikarchiv, dem von jedem Tonträger ein Exemplar eingesandt werden muss, weist seit 1991 nur drei weitere – wenig verbreitete – Tonträger mit dem Lied aus.